# San Pablo (Californië)
San Pablo is een plaats in Contra Costa County in Californië in de VS.

## Geografie
San Pablo bevindt zich op 37°57′42″Noord, 122°20′42″West. De totale oppervlakte bedraagt 6,7 km² (2,6 mijl²), wat allemaal land is.

## Demografie
Volgens de census van 2000 bedroeg de bevolkingsdichtheid 4521,7/km² (11.726,9/mijl²) en bedroeg het totale bevolkingsaantal 30.215 als volgt onderverdeeld naar etniciteit:
- 31,62% blanken
- 18,33% zwarten of Afrikaanse Amerikanen
- 0,90% inheemse Amerikanen
- 16,37% Aziaten
- 0,51% mensen afkomstig van eilanden in de Grote Oceaan
- 25,44% andere
- 6,83% twee of meer rassen
- 44;65% Spaans of Latino

Er waren 9051 gezinnen en 6489 families in San Pablo. De gemiddelde gezinsgrootte bedroeg 3,29.

## Plaatsen in de nabije omgeving
De onderstaande figuur toont nabijgelegen plaatsen in een straal van 8 km rond San Pablo.